# Цвакилколо
Цвакилколо — село в Ахвахском районе Дагестана. Входит в сельское поселение «Сельсовет „Тад-Магитлинский“».

## География
Село расположено на реке Изанитлар (бассейн р. Ахвах), в 5 км к юго-востоку от районного центра — села Карата.

## Население
| 1939 | 1970 | 1989 | 2002 | 2010 | 2021 |
| ---- | ---- | ---- | ---- | ---- | ---- |
| 143  | ↗287 | ↘61  | ↗394 | ↗656 | ↘458 |

Населено коренным народом Западного Дагестана — ахвахцами.